# Птолемей (Кипър)
Вижте пояснителната страница за други личности с името Птолемей.
Птолемей (на латински: Ptolemaios) е последният птолемейски цар на Кипър от 80 пр.н.е. до 58 пр.н.е.

## Произход и управление
Той е син на Птолемей IX, фараон на Птолемейски Египет, и Клеопатра IV, царица на Древен Египет, дъщеря на египетския фараон Птолемей VIII Евергет II. Брат е на Птолемей XII, цар на Египет.
Публий Клодий Пулхер е отвлечен от пирати и моли писмено Птолемей да го освободи, но той намира, че предложената сума е малка и го оставя при пиратите. Те освобождават Клодий без откуп.
Когато Клодий станал народен трибун през 58 пр.н.е. изпраща Катон в Кипър със задача да свали Птолемей. Той е осъден и се отравя.